# Habiganj Sadar
Habiganj Sadar è un sottodistretto (upazila) del Bangladesh situato nel distretto di Habiganj, divisione di Sylhet. Si estende su una superficie di 253,74 km² e conta una popolazione di 225.469 abitanti (dato censimento 1991).